# Лувр — Риволи (станция метро)
«Лувр — Риволи» (фр. Louvre Rivoli) — станция 1-й линии парижского метрополитена. Открыта 13 августа 1900, находится в 1-м округе Парижа. На станции установлены автоматические платформенные ворота.

## История
- Станция открыта в 1900 году чуть позже ввода в эксплуатацию первой очереди метро. Названа по улице Дю Лувр, расположенной на поверхности над станцией. До самого главного входа в Лувр от станции достаточно далеко, что повлекло к переименованию станции из «Лувра» в «Лувр — Риволи». Вместе с этим станция Пале-Рояль — Лувр также была переименована в 1989 году.
- В 1968 году станция была украшена копиями произведений древнего искусства из Лувра.
- В рамках автоматизации линии 1, платформы станции Лувр — Риволи были расширены 21 и 22 февраля 2009 года.
- Пассажиропоток по станции по входу в 2011 году, по данным RATP, составил 2 582 023 человек[1]. В 2013 году этот показатель вырос до 2 650 897 пассажиров (203 место по уровню входного пассажиропотока в Парижском метро)[2]

## Архитектура и оформление
Станция «Лувр — Риволи» имеет конструкцию односводчатой станции мелкого заложения «парижского типа» с боковыми платформами.
В 1986 году станция была оформлена копиями произведений искусства, находящихся в фондах и залах музея Лувра. Оформление станции метро считается и поныне одним из лучших во всём Иль-де-Франс. В конце боковых платформ на станции были расположены историческая карта замка Лувр, гравюры и исторические изображения других замков и французских дворцов. На станции не использованы рекламные панели для стен перрона, что делает её более свободной и изящной.
После автоматизации первой линии метро оформление станции сократили. В настоящее время в местах, где были элементы оформления станции, расположены информационные таблички, сообщающие об этом.

## Расположение
Единственный вход находится на углу от Лувра и Риволи, стоящих перед Лувром.
Доступ: Выход: лестница в 8 Rue De L'Amiral де Колиньи.

## План станции
| Боковая платформа                   |
| Направление к Ля Дефанс — Гранд Арш |
| Направление к Шато-де-Венсен        |
| Боковая платформа                   |

## Достопримечательности
Вблизи станции метро «Лувр — Риволи» расположены:
- Музей Лувр
- Улица Риволи
- Улица Дю Лувр
- Церковь Сен-Жермен-л’Осеруа

## Пересадка на наземный транспорт
- В дневное время со станции осуществляется пересадка на автобусы, следующие по маршрутам №№ 21, 67, 69, 72, 74, 76, 81, 85.
- В ночное время станцию обслуживают автобусы транспортной системы Noctilien[англ.], следующие по маршрутам №№ N11, N15, N16 и N24.

## Галерея
- Платформа
- Вывеска на станции